# Hennig Brand
Hennig Brand (1630-1710) fue un comerciante, soplador de vidrio, farmacéutico y alquimista aficionado alemán que vivió y trabajó en Hamburgo, recordado por haber descubierto el fósforo alrededor de 1669. Comunicó su secreto a Daniel Kraft con la condición de no revelarlo a nadie; pero Johann von Löwenstern-Kunckel finalmente descubrió la manera de obtener fósforo (1674). Recibió una pensión de Juan Federico de Brunswick-Luneburgo.

## Biografía
Las circunstancias del nacimiento de Brand son desconocidas. Algunas fuentes describen sus orígenes como humildes e indican que de joven habría sido aprendiz de vidriero. Sin embargo, correspondencia de su segunda esposa (Margaretha) indica que era de clase social alta. En todo caso, tuvo un puesto como oficial de bajo rango en el ejército durante la guerra de los Treinta Años y la dote de su primera esposa fue considerable, permitiéndole ejercer la alquimia al dejar el ejército.

## Alquimia
Como otros alquimistas de la época, Brand buscaba la piedra filosofal, una sustancia que supuestamente transformaba metales comunes (como plomo) en oro. Cuando murió su primera esposa, se había gastado todo su dinero en esta actividad. Luego se casó con su segunda esposa Margaretha, una viuda rica cuyos recursos financieros le permitieron continuar la búsqueda.
Como muchos otros antes que él, se interesó en la orina y probó combinarla con muchos otros materiales, en cientos de combinaciones. Había visto, por ejemplo, una receta en el libro 400 Auserlensene Chemische Process de F. T. Kessler de Estrasburgo que se podía usar alumbre, nitrato de potasio y orina concentrada para convertir metales comunes en plata (una receta que, por supuesto, no funcionó).
Alrededor de 1669 calentaba residuos de orina reducidos en su horno hasta que la retorta estaba al rojo vivo, cuando de repente aparecieron humos que llenaron el recipiente y el líquido se desbordó, ardiendo en llamas. Pudo  coger el líquido en una jarra y cubrirlo, solidificándolo y continuaba emitiendo un resplandor verde pálido. Lo que él recolectaba era fósforo, que bautizó así del Griego "portador de luz".
El fósforo debe haber sido impresionante para un alquimista: era un producto del hombre y parecía brillar con una fuerza vital que no disminuía con el tiempo (y que no necesitaba reexponerse a la luz como se había descubierto previamente en la piedra de Bolonia). Brand mantuvo su descubrimiento en secreto, como hacían los alquimistas de su tiempo y trabajó con el fósforo intentando utilizarlo para producir oro (en vano por supuesto).
No dudó en refinar su método de producción en el tiempo, y la versión publicada después por Gottfried Leibniz fue:
- orina hervida hasta reducirla a un jarabe espeso;
- calentarlo hasta que destile de él un aceite rojizo, que se extrae;
- se enfría el resto, que consiste en una parte superior esponjosa negra y una parte inferior salina;
- se descarta la sal y se mezcla con el aceite rojizo en un material negro;
- se caliente la mezcla fuertemente durante 16 horas;
- primero, sale humo blanco, después un aceite y luego el fósforo.
- el fósforo puede pasarse por agua fría hasta solidificarlo.

La reacción química con la que se encontró Brand era como sigue. La orina contiene fosfatos PO43-, como fosfato de sodio (i.e. con Na+) y varios compuestos orgánicos basados en el carbono. Bajo la acción de un fuerte calor, los átomos de oxígeno de los fosfatos reaccionan con el carbono produciendo monóxido de carbono CO, dejando que los átomos de fósforo P se liberen en forma de gas. El fósforo se condensa en un líquido por debajo de unos 280 °C y se solidifica (en el fósforo blanco alótropo) por debajo de unos 44 °C (dependiendo de la pureza). Esta misma reacción esencial sigue utilizándose hoy en día (pero con minerales de fosfato extraído de las minas, coque para el carbono y hornos eléctricos).
La producción del proceso del fósforo de Brand estaba lejos de lo que podría haber sido. La parte salina que descartó contenía la mayoría de los fosfatos. Utilizó unos 5.500 litros de orina para producir sólo 120 gramos de fósforo. Si hubiera utilizado todo el residuo podría haber obtenido 10 o 100 veces más (1 litro de orina de un adulto contiene unos 1,4 g de  sales de fósforo, que suponen alrededor de 0, 11 g de fósforo puro).